# 村瀬哲司
村瀬 哲司（むらせ てつじ、1945年1月 - ）日本の経済学者、京都大学名誉教授。専門は国際金融論。博士（経済学）。

## 人物
福岡県立修猷館高等学校を経て、1968年に一橋大学商学部を卒業。大学では藻利重隆ゼミに所属。大学卒業後東京銀行（現三菱UFJ銀行）に入行。東京三菱銀行調査部長、京都大学国際交流センター教授、龍谷大学経済学部教授等を歴任。
ユーロを参考にしたアジア通貨問題の研究を行い、2001年に論文「アジア安定通貨圏：ユーロに学ぶ円の役割」京都大学で博士（経済学）の学位を取得した。

## 略歴
- 1945年 中華人民共和国吉林省（旧満州国）生まれ
- 1963年 福岡県立修猷館高等学校卒業
- 1968年 一橋大学商学部卒業
- 1996年 東京三菱銀行調査部長
- 1999年 京都大学国際交流センター教授
- 2001年 京都大学博士（経済学）
- 2008年 京都大学定年退職、京都大学名誉教授、龍谷大学経済学部国際経済学科教授

## 著書
- 『アジア安定通貨圏—ユーロに学ぶ円の役割—』勁草書房、2000年
- "A Zone of Asian Monetary Stability"Asia Pacific Press, 2002年
- 『東アジアの通貨・金融協力—欧州の経験を未来に活かす—』勁草書房、2007年

## 訳書
- （D.バルクハウゼン著）『マルクの幻想—ドイツ連銀の栄光と苦悩』日本経済新聞社、1993年
- （ハンス・ティートマイヤー著）「ユーロへの挑戦」京都大学学術出版会、2007年